# Poddruh
Poddruh (též subspecie; latinsky subspecies) je v biologické systematice poddruhový taxon označující jedince s vlastními morfologickými znaky lišícími se od jiného poddruhu téhož druhu. V taxonomii se subspecie zkracuje jako subsp. (česká nomenklatura) či ssp. (biologická nomenklatura).

## Nominátní subspecie
Nominátní subspecie je poddruh, který se nejvíce podobá danému druhu. Podstatné je, že odpovídá typu druhu (u vyšších rostlin jde většinou o tzv. herbářovou položku). Její jméno se tvoří opakováním jména druhu bez autora.
- Například orla skalního popsal Carl Linné podle evropských exemplářů jako Aquila chrysaetos (Linnaeus, 1758). Tento dravec je však rozšířen po velké části severní polokoule, a proto zde tvoří několik poddruhů. Jeho japonský poddruh byl popsán jako Aquila chrysaetos japonica Severtzov, 1888. Evropský poddruh se proto označuje jako Aquila chrysaetos chrysaetos.

Toto jméno se nazývá autonymum, protože vzniká automaticky, jakmile někdo popíše jinou subspecii k určitému druhu.

## Poddruhy rostlin

### Zápis
Jména taxonů zapisujeme vědeckým názvem v latinském jazyce. Jako první se kurzívou napíše binomické jméno. Následuje standardním písmem zapsané jméno autora názvu (tzn. jméno taxonoma čili toho, kdo organismus jako první platně popsal a pojmenoval, případně zkrácená forma jména) a zkratka subsp. nebo ssp., poté kurzívou latinský název subspecie. Standardním písmem se doplní autor či autoři, pokud se nejedná o nominátní subspecii. Příklady:
- Vicia ludoviciana Nutt. subsp. ludoviciana = zápis nominátní subspecie
- Vicia ludoviciana Nutt. subsp. leavenworthii (Torr. & A. Gray) Lassetter & C. R. Gunn
- Musa peekelii Lauterb. subsp. angustigemma (N. W. Simmonds) Argent

### Pozice taxonu
Jedná se o taxon nižší než druh a vyšší než varieta (pro pěstované rostliny kultivar). Pozná se podle zkratky charakteristické pro tento taxon. V českém binomickém názvosloví se tvoří pouze název pro druh; poddruh se dodává latinsky.